# Assentament Mitjà
L'Assentament Mitjà (en danès: Mellembygden) és l'apel·latiu modern que s'ha assignat a un grup més modest d'unes 20 granges i comunitats establertes per vikings des d'Islàndia a partir de l'any 985 en la Groenlàndia medieval.
Absent de fonts històriques que recolzin les diverses teories sobre la seva existència, s'ha especulat que van ser les últimes a establir-se i no obstant això les primeres a desaparèixer. Mancant l'existència de esglésies o cementiris, a vegades el jaciment s'ha vinculat a l'Assentament Oriental, però encara es desconeix on realment encaixa l'assentament mitjà en el patró temporal. Es troba en l'àrea de l'actual Ivittuut.